# スクリュズストロプ空軍基地
スクリュズストロプ空軍基地（スクリュズストロプくうぐんきち、丁: Flyvestation Skrydstrup）は、デンマーク王国南デンマーク地域ハザスリウ西近郊に所在するデンマーク空軍が使用している軍民共用飛行場。民間空港としての名称はヴォイインス空港（Vojens）。

## 歴史
スクリュズストロプ空軍基地はデンマーク空軍の基地として1953年5月1日に開設された。スクリュズストロプ飛行場自体は1943年にナチス・ドイツ軍の手によって「Fliegerhorst Hadersleben」と称されて建設され、主に飛行学校として使用された。建設時には2,300ヘクタールが土地収用されている。
スクリュズストロプ空軍基地には1,000人を超える職員がおり、地域最大級の雇用源となっている。
整備部門は基地において最も多くの職員を抱かえ、主にF-16戦闘機の保守整備にあたっているほか、車両やレーダーおよび通信機器の整備にも従事している。また、捜索救難準備態勢の一部を確立するため近年は周辺国と共同で海難救助活動を実施できるよう新しくヘリコプターを受け入れている。捜索救難任務についてはデンマーク海軍作戦司令部と密接に連携している。

## 配置部隊
- スクリュズストロプ戦闘航空団
  - 第727戦闘飛行隊 - F-16AM/BM
  - 第730戦闘飛行隊 - F-16AM/BM
  - ベースフライト・スクリュズストロプ - T-17
  - 航空機整備中隊
  - 運用支援中隊
  - 兵站支援中隊
  - 予備役中隊
- カーロプ・ヘリコプター航空団
  - 第722飛行隊分遣隊 - EH101 Mk.512
- 航空管制団
  - スクリュズストロプ・レーダー施設 - AN/TPS-77